# Zweipunktverteilung
Die Zweipunktverteilung ist eine Wahrscheinlichkeitsverteilung in der Stochastik. Sie ist eine einfache diskrete Wahrscheinlichkeitsverteilung, die auf einer zweielementigen Menge {\displaystyle \{a,b\}} definiert wird. Bekanntester Spezialfall ist die Bernoulli-Verteilung, die auf {\displaystyle \{0,1\}} definiert ist.

## Definition
Eine Zufallsvariable {\displaystyle X} auf {\displaystyle \{a,b\}} mit {\displaystyle a<b} heißt zweipunktverteilt, wenn 
{\displaystyle P(X=a)=1-p{\text{ und }}P(X=b)=p} ist.
Die Verteilungsfunktion ist dann
{\displaystyle F_{X}(t)={\begin{cases}0&{\text{ falls }}t<a\\1-p&{\text{ falls }}t\in [a,b)\\1&{\text{ falls }}t\geq b\end{cases}}}

## Eigenschaften
Sei im Folgenden {\displaystyle q=1-p}.

### Erwartungswert
Der Erwartungswert einer zweipunktverteilten Zufallsgröße ist
{\displaystyle E(X)=(1-p)\cdot a+p\cdot b=q\cdot a+p\cdot b}.

### Varianz und weitere Streumaße
Für die Varianz gilt
{\displaystyle V(X)=E\left((X-E(X))^{2}\right)=p\cdot q\cdot (b-a)^{2}}.
Demnach ist die Standardabweichung
{\displaystyle \sigma _{X}=(b-a){\sqrt {pq}}}
und der Variationskoeffizient
{\displaystyle \operatorname {VarK} (X)={\frac {(b-a){\sqrt {pq}}}{qa+pb}}}.

### Symmetrie
Ist {\displaystyle p={\tfrac {1}{2}}}, so ist die Zweipunktverteilung symmetrisch um ihren Erwartungswert.

### Schiefe
Die Schiefe der Zweipunktverteilung ist
{\displaystyle \operatorname {v} (X)={\frac {1-2p}{\sqrt {pq}}}}.

### Wölbung und Exzess
Der Exzess der Zweipunktverteilung ist
{\displaystyle \gamma (X)={\frac {1-6pq}{pq}}}
und damit ist die Wölbung
{\displaystyle \beta _{2}(X)={\frac {1-3pq}{pq}}}.

### Höhere Momente
Die {\displaystyle k}-ten Momente ergeben sich als
{\displaystyle \operatorname {E} (X^{k})=qa^{k}+pb^{k}}.
Dies kann beispielsweise mit der momenterzeugenden Funktion gezeigt werden.

### Modus
Der Modus der Zweipunktverteilung ist
{\displaystyle x_{D}={\begin{cases}a&{\text{falls }}q>p\\a{\text{ und }}b&{\text{falls }}q=p\\b&{\text{falls }}q<p\end{cases}}}

### Median
Der Median der Zweipunktverteilung ist
{\displaystyle {\tilde {m}}={\begin{cases}a&{\text{falls }}q\geq p\\b&{\text{falls }}q<p\end{cases}}}

### Wahrscheinlichkeitserzeugende Funktion
Sind {\displaystyle a,b\in \mathbb {N} _{0}}, so ist die wahrscheinlichkeitserzeugende Funktion
{\displaystyle m_{X}(t)=qt^{a}+pt^{b}}.

### Momenterzeugende Funktion
Die momenterzeugende Funktion ist für beliebiges {\displaystyle a,b\in \mathbb {R} } gegeben als
{\displaystyle M_{X}(t)=qe^{at}+pe^{bt}}.

### Charakteristische Funktion
Die charakteristische Funktion ist für beliebiges {\displaystyle a,b\in \mathbb {R} } gegeben als
{\displaystyle \varphi _{X}(t)=qe^{iat}+pe^{ibt}}.

### Konstruktion der Verteilung zu vorgegebenen Parametern
Sind Erwartungswert {\displaystyle m}, Standardabweichung {\displaystyle s} und Schiefe {\displaystyle t} vorgegeben, erhält man wie folgt eine passende Zweipunktverteilung:
{\displaystyle p=(1+t/{\sqrt {4+t^{2}}})/2,}
{\displaystyle q=1-p,}
{\displaystyle a=m-s\cdot {\sqrt {q/p}},}
{\displaystyle b=m+s\cdot {\sqrt {p/q}}.}

### Summen von zweipunktverteilten Zufallsvariablen
Die Zweipunktverteilung ist für {\displaystyle p\in (0,1)} nicht reproduktiv. Das heißt, wenn {\displaystyle X_{1},X_{2}} zweipunktverteilt sind, dann ist {\displaystyle X_{1}+X_{2}} nicht mehr zweipunktverteilt. Einzige Ausnahme ist der degenerierte Fall mit {\displaystyle p=1} (bzw. {\displaystyle q=1}). Dann handelt es sich um eine Dirac-Verteilung auf {\displaystyle b} (bzw. auf {\displaystyle a}), die entsprechend reproduktiv und sogar unendlich teilbar ist.

## Beziehung zu anderen Verteilungen

### Beziehung zur Bernoulli-Verteilung
Eine Zweipunktverteilung auf {\displaystyle \{0,1\}} ist eine Bernoulli-Verteilung.

### Beziehung zur Rademacher-Verteilung
Die Rademacher-Verteilung ist eine Zweipunktverteilung mit {\displaystyle a=-1,b=1,p=q={\frac {1}{2}}}.